# Amphipetalum paraguayense
Amphipetalum es un género monotípico de plantas de la familia Portulacaceae. Su única especie, Amphipetalum paraguayense, es originaria de Sudamérica donde se encuentra en Paraguay. 

## Descripción
Amphipetalum paraguayense crece como una planta perenne, herbácea  ramificada y con tallos peludos aterciopelados de hasta 40 centímetros de longitud, que consiste en un engrosamiento alargado de la raíz en primavera. Sus hojas planas son ligeramente suculentas, con forma de corazón, simples e invertida en forma de cuña  de 3 a 11 cm de largo y 1,5 a 6,5 cm de ancho. El peciolo es corto o ausente.
La inflorescencia es de hasta 17 cm de largo. Las flores se disponen en verticilos.  Los cinco pétalos son de color blanco. Los dos exteriores, ovoides,  de 5.5 a 6.5 mm de longitud y 3,5 a 4 mm de ancho y son peludos y los otros tres en forma de huevo,  de 7,5-9 mm y una anchura de 6 a 7,5 milímetros. Los frutos secos son cápsulas que contienen de ocho a diez semillas, mate, negro ovaladas, comprimido lateralmente.

## Taxonomía
Amphipetalum paraguayense fue descrita por Nélida María Bacigalupo y publicado en Candollea 43: 411, f. 1–2. 1988.